# Fingersöflagan
Fingersöflagan är en sjö i Finland. Den ligger i kommunen Karleby i landskapet Mellersta Österbotten, i den centrala delen av landet, 400 km norr om huvudstaden Helsingfors. Fingersöflagan ligger 20 meter över havet. Arean är 15,9 hektar och strandlinjen är 3,7 kilometer lång. Sjön  ingår i Egentliga Bottenvikens avrinningsområde.   I omgivningarna runt Fingersöflagan växer i huvudsak blandskog.
I övrigt finns följande i Fingersöflagan:
- Långholmen (en del av en ö)